# Gustavo Dudamel
Gustavo Adolfo Dudamel Ramírez, (Barquisimeto, 26. siječnja 1981.) venezuelanski je dirigent.
Dudamel je još od 1999. umjetnički vođa Simón Bolívar-omladinskog orkestra u Venezueli. Pobijedio je 2004. na dirigentskom natjecanju Simfonijskog orkestra u Bembergu u sjećanje na Gustava Mahlera. Bio je glavni dirigent Göteborgskom simfonijskog orkestra od 2007. do 2012. Glazbeni je vođa Filharmonije u Los Angelesu od 2009.
Dirigirao je Novogodišnjim koncertom Bečkih filharmoničara 2017.godine.

## Vanjske poveznice
- Službene stranice